# Йосиф Багатоболізний
Йосиф Багатоболізний (Йосиф Печерський (Багатохворобливий)) — преподобний чернець Києво-Печерської обителі.

## Життєпис
Преподобний Йосиф Багатоболізний жив у XIV ст. В важкій хворобі він звернувся з молитвою до Бога і дав обітницю: якщо Господь подарує йому здоров'я, то він буде служити братії Києво-Печерського монастиря до кінця життя. Його молитва була вислухана. Після одужання він вступив в Києво-Печерський монастир, прийняв постриг і став старанно трудитись в подвигах посту і молитви, та з любов'ю служити братії. Після кончини святий Йосиф був похований в Дальніх печерах, де і знаходяться його нетлінні мощі.

## Канонізація
Місцева канонізація подвижника відбулась в XVII ст., коли києво-печерський архім.Варлаам (Ясинський; 1684-1690) встановив святкування Собору преподобних отці Дальніх печер.
Є кондак преподобному Йосифу, в якому святий прославляється як цілитель. Святий також згадується в 6-му тропарі 8-й пісні канону преподобним отцям Дальніх печер.

## Іконографія

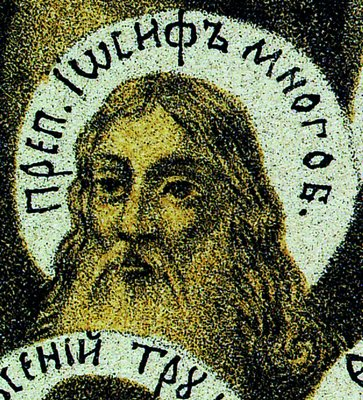
Преподобний Йосиф Києво-Печерський. Фрагмент тонової літографії. 1893 р.

На карті Дальніх печер 1638 р. згадані «кістки святого ченця Йосипа» (відзначено також на картах 1661, 1703 і ймовірно 1744, 1769-1789 рр., 1795 рр.).
У іконописному оригіналі кін. XVIII ст. про вигляд святого сказано: Сед, власы Андрея апостола, схима на плечах, ризы преподобническия, испод вохра.
На тоновій літографії 1893 р. з друкарні Києво-Печерської лаври  преподобний Йосиф представлений з хвилястим волоссям, розділеним на прямий проділ, з сивими вусами і бородою.

## Тропар
Церковнослов'янською: Слез твоих теченьми пустыни безплодное возделал еси, и инее из глубины воздыханьми во сто трудов уплодоносил еси, и был еси светильник вселенней, сияя чудесы, Иосифе, отче наш, моли Христа Бога спастися душам нашим.